# Nikollë Lesi
Nikollë Lesi, noto anche come Nikoll Lesi (Alessio, 6 agosto 1963), è un giornalista e politico albanese, fondatore e proprietario del quotidiano Koha Jonë.

## Biografia
Nato e cresciuto nel villaggio di Spiten, nei pressi di Alessio, si è laureato presso il Dipartimento di Fisica della Facoltà di Scienze naturali dell'Università di Tirana nel 1987, lavorando poi come insegnante di fisica ad Alessio e Zejmen. Tra il 1988 e il gennaio 1991 ha lavorato come giornalista per il periodico locale Koha Jonë, che rifondò proprio nel maggio 1991 con lo stesso nome.
Proprio nel 1997 fu eletto all'Assemblea dell'Albania, venendo rieletto nel 2001 e nel 2005; nel 2007 vendette la proprietà del Koha Jonë al collega e amico Aleksandër Frangaj, che glielo rivenderà nel 2013 per la stessa soma. Nel 2009 è stato nominato Viceministro del turismo, della cultura, della gioventù e dello sport, ricoprendo brevemente la carica di Ministro dopo la rimozione di Ferdinand Xhaferri, sebbene quest'ultimo avesse nominato come Ministro ad interim Suzana Turku.

## Opere
- (SQ) Si njoha Nanon e Berishën, Tirana, Enti Botues "Gjergj Fishta", 2005, ISBN 9994381040.
- (SQ) Kështjella e medias, UET Press, 2016, ISBN 9789928236005.